# Palazzo Vilhena
Palazzo Vilhena, znany również jako Vilhena Palace (malt. Il-Palazz De Vilhena) lub Magisterial Palace (malt. Palazz Maġisterjali) – pałac w Mdinie na Malcie zbudowany w stylu francuskiego baroku. Nazwany na cześć Antonio Manoela de Vilheny, Wielkiego Mistrza joannitów, który zlecił jego budowę. Pałac został wybudowany w latach 1726–1728 według projektu francuskiego architekta Charlesa François de Mondion, na miejscu zgromadzeń Universita (lokalnej rady). Pałac był używany jako szpital w XIX i XX w., i po 1909 znany był jako Connaught Hospital. Od 1973 mieści się w nim Narodowe Muzeum Historii Naturalnej.

## Historia

### Przeszłość i powstanie pałacu

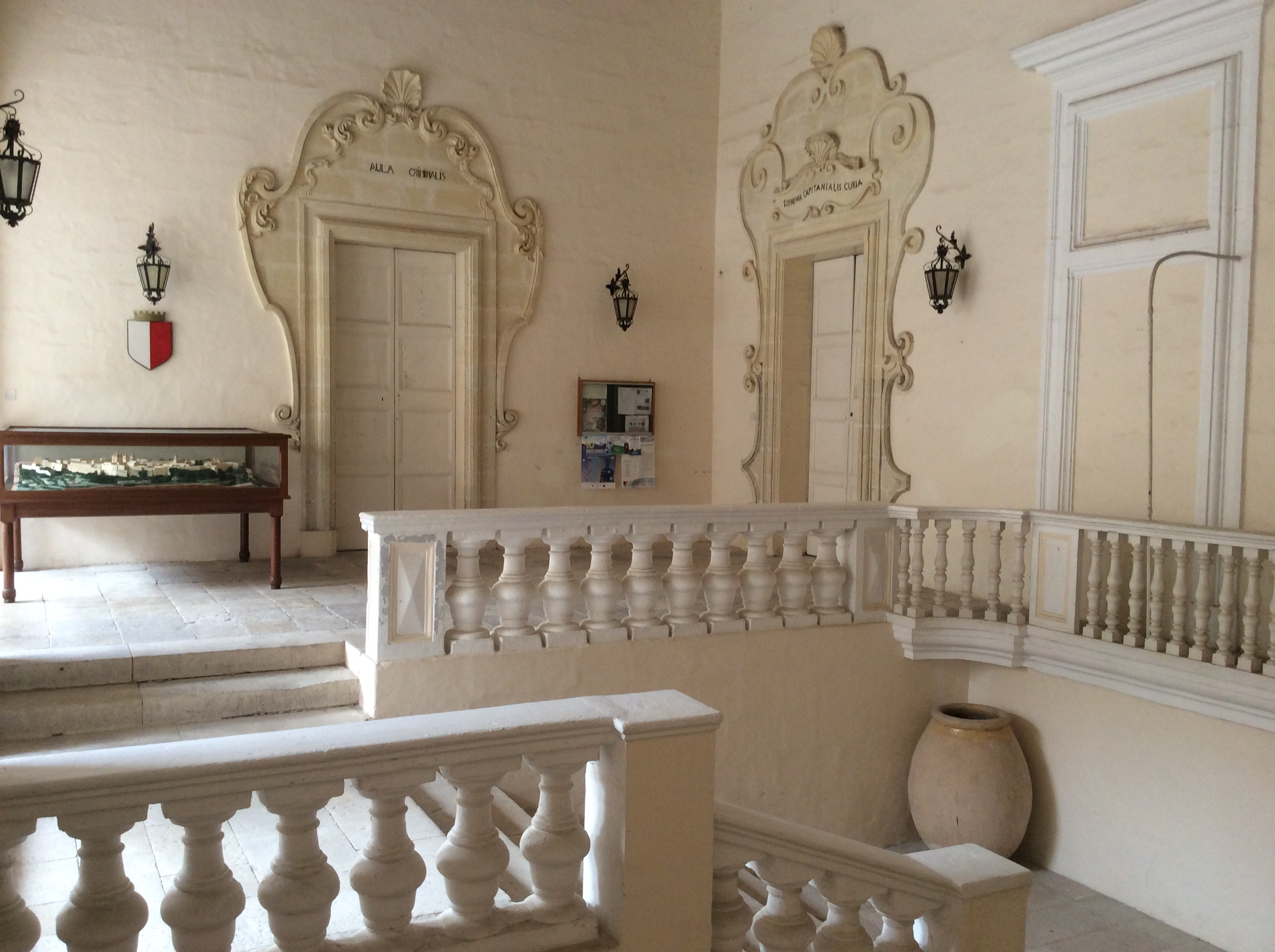
Wnętrze pałacu

Miejsce, na którym stoi Palazzo Vilhena, było pierwotnie zajęte przez zabudowę z okresu punickiego, a następnie przez bizantyjski fort, przebudowany później na zamek (znany w średniowieczu jako Castellu di la Chitati). Wewnętrzne mury zamku zostały rozebrane w XV wieku, a pozostała część, w latach 30. XVI wieku, została przekształcona w pałac przez Wielkiego Mistrza Philippe’a Villiers de L’Isle-Adam. Pałac nazywano Palazzo Giuratale, został siedzibą rady komunalnej Mdiny, znanej jako Universita. Budynek został mocno uszkodzony podczas trzęsienia ziemi w roku 1693.
3 listopada 1722 nowo wybrany wielki mistrz Antonio Маnoel de Vilhena zarządził odbudowę i renowację Mdiny. Wejście do miasta zostało całkowicie przebudowane, a miejsce posiedzeń Universita zostało zburzone, aby zrobić miejsce dla letniej rezydencji Wielkiego Mistrza. Jako nowe miejsce spotkań Universita, zbudowany został nowy Banca Giuratale.
Budowa nowego pałacu Vilheny rozpoczęła się w roku 1726, a zakończyła się dwa lata później, w roku 1728. Budynek został zaprojektowany przez Charlesa Francois de Mondion w stylu francuskiego baroku, z podobnymi rozwiązaniami architektonicznymi jak Parisian Hôtel Palaces. Budowa pałacu przebiegała pod nadzorem i kierownictwem maltańskiego capomastro Petruzzo Debono.

### Szpital
Pałac służył jako tymczasowy szpital podczas epidemii chоlery w 1837.
12 czerwca 1860 pałac został przekształcony w sanatorium dla brytyjskich żołnierzy. Został on oddany w dzierżawę za kwotę 160 funtów rocznie, a przystosowanie budynku do potrzeb szpitala pochłonęło prawie 1000 funtów. Szpital został tymczasowo zamknięty w 1890 i przez jakiś czas służył jako koszary. Został otwarty wkrótce potem; ostatecznie został zamknięty w 1907.
Pałac został ponownie otwarty przez króla Edwarda VII 22 kwietnia 1909, jako szpital dla chorych na gruźlicę. Był znany jako Connaught Hospital, po Arturze, księciu Connaught i Strathearn, który podarował 800 funtów na zakup nowego sprzętu dla szpitala. Szpital został zamknięty w 1956.

### Muzeum

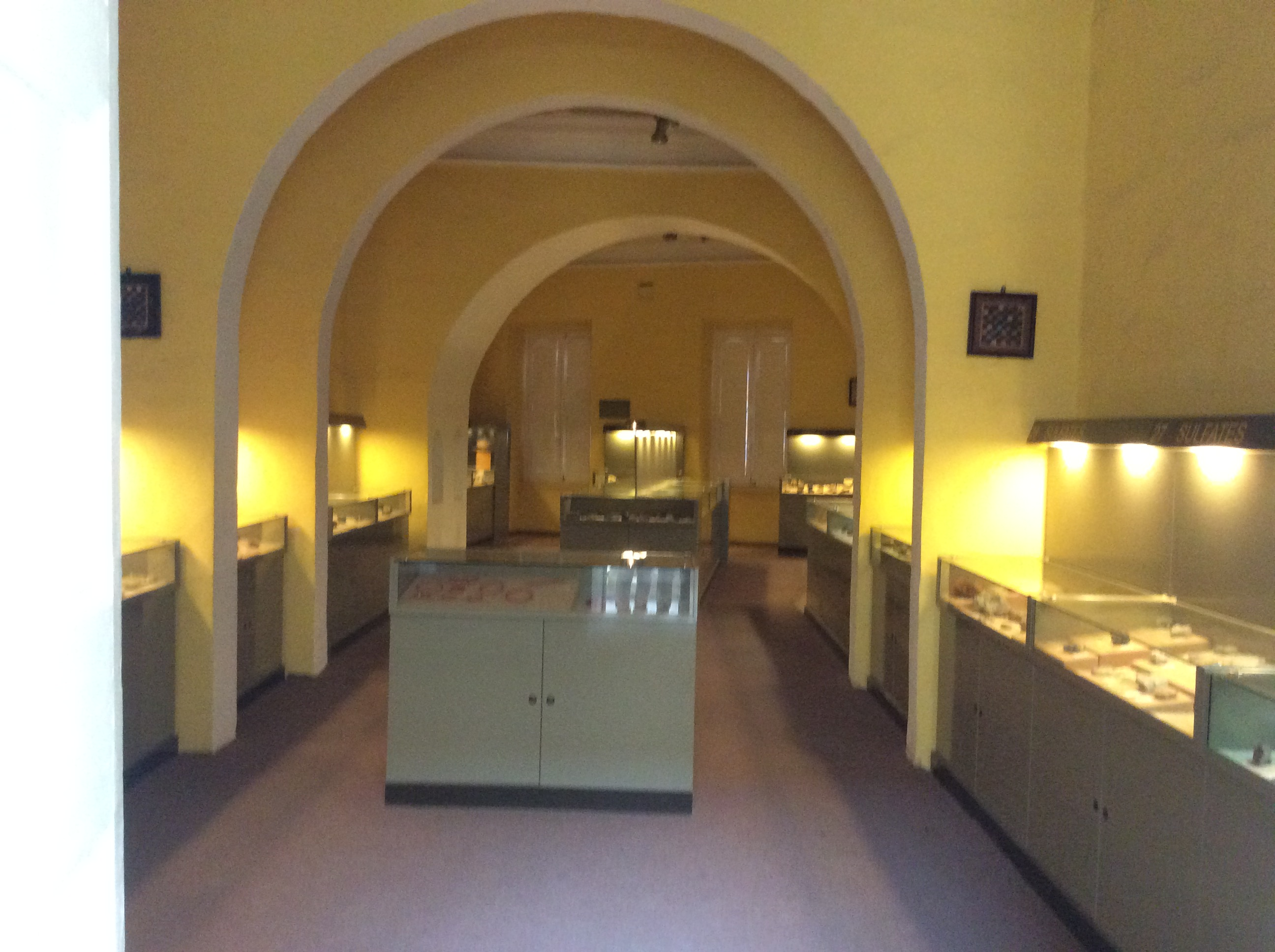
Część ekspozycji Muzeum Historii Naturalnej

Pałac został otwarty jako Muzeum Historii Naturalnej 22 czerwca 1973. Jego zbiory obejmują okazy flory i fauny, skamieniałości, skały, minerały oraz dioramy maltańskiego środowiska naturalnego.
Dziedziniec frontowy pałacu został odbudowany w latach 2000-2002, za kwotę około 46 000 Lm. Został on uroczyście otwarty przez Prezydenta Malty, Guido de Marco, w lipcu 2002 r.
Budynek jest zabytkiem narodowym 1 klasy. 28 grudnia 2012 został wpisany na listę National Inventory of the Cultural Property of the Maltese Islands (nr 01184).

## Architektura

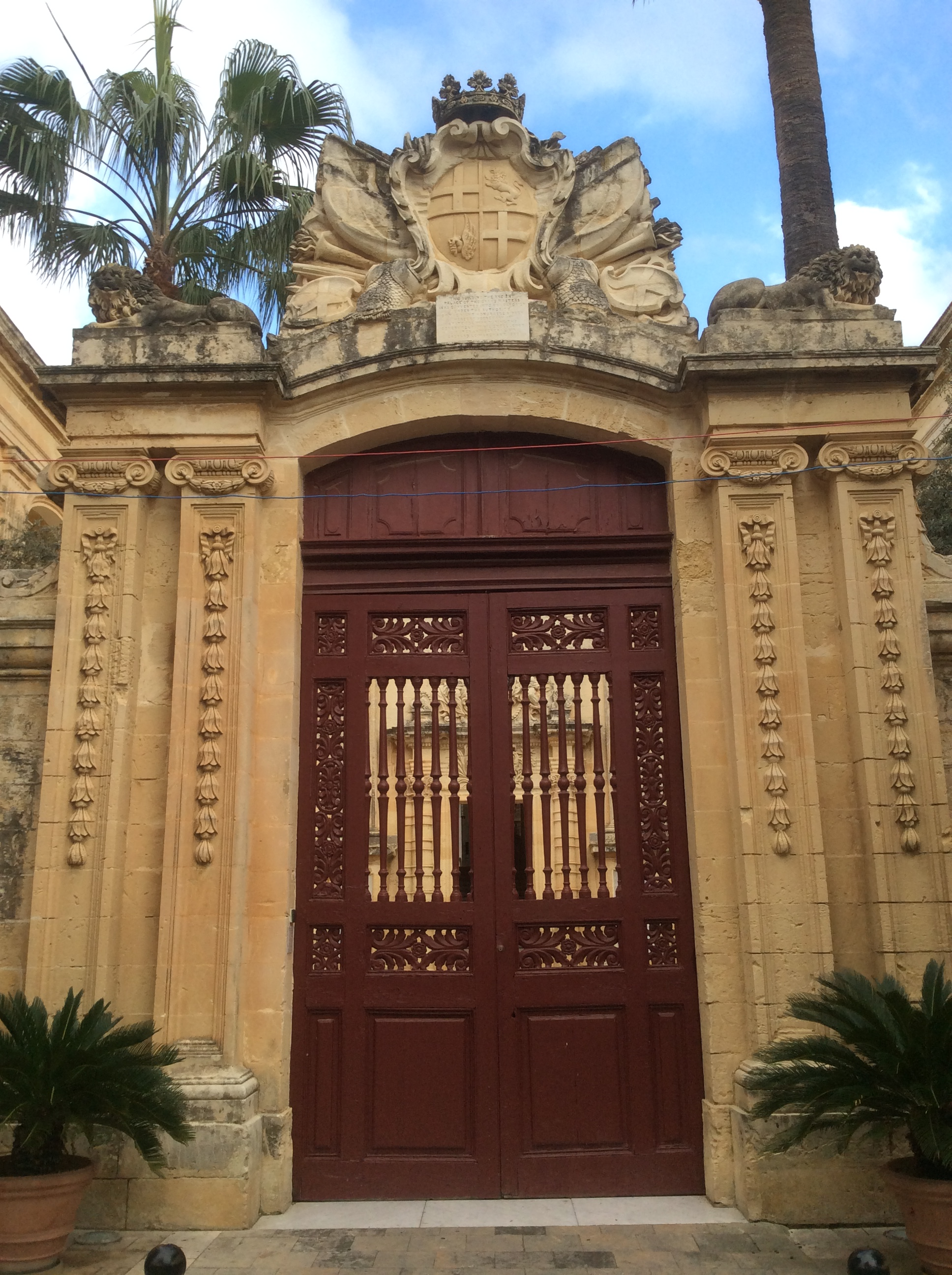
Łuk De Vilhena prowadzący na dziedziniec frontowy

Palazzo Vilhena to duży budynek, który jest „wspaniałym przykładem francuskiego baroku”. Posiada dziedziniec frontowy w kształcie litery U, który pokrywa się z planem pierwotnego zamku, i jest możliwe, że zawiera pozostałości XVI-wiecznego pałacu, wtopione w strukturę. Na dziedziniec frontowy wchodzi się przez bramę, ozdobioną herbem de Vilheny. Centralna fasada pałacu zawiera zdobione główne wejście, oskrzydlone przez kolumny korynckie, i zwieńczone płaskorzeźbą z brązu, przedstawiającą herb de Vilheny oraz inne herby.
Wnętrze pałacu ma zabudowę nieregularną, ostro kontrastującą z regularnością i równowagą na zewnątrz. Budynek zawiera także wewnętrzny dziedziniec.
Palazzo Vilhena jest połączony z Corte Capitanale, który został zbudowany w tym samym czasie co pałac, i został również zaprojektowany przez Mondiona. Budynek ten służył jako sąd, i połączenie go z pałacem było gestem symbolicznym, aby pokazać, że sąd był pod jurysdykcją Zakonu św. Jana. Corte Capitanale służy teraz jako siedziba lokalnej Rady.